# Hradište (Partizánske)
Hradište (ungarisch Sziklavárhegy – bis 1907 Szkacsányhradistye – älter nur Hradistye) ist ein Ort und eine Gemeinde im Westen der Slowakei, mit 980 Einwohnern (Stand 31. Dezember 2024). Sie liegt im Okres Partizánske, einem Kreis der höheren Verwaltungseinheit Trenčiansky kraj.

## Geographie
Hradište befindet sich im nordöstlichen Zipfel des slowakischen Donauhügellands, genauer des Unterteils Nitrianska pahorkatina (Neutraer Hügelland) am Fluss Nitrica, einem linken Zufluss von Nitra und liegt neun Kilometer nördlich von Partizánske und 20 Kilometer westlich von Prievidza.

## Geschichte
Die Entstehungszeit des Ortes ist bis heute unklar, man geht jedoch davon aus, dass er irgendwann im 9. Jahrhundert entstand. Eine romanische Kirche wurde gegen 1096 errichtet. Hradište (wörtlich: Burgstätte) wird zum ersten Mal 1232 als Haranenicha schriftlich erwähnt und gehörte zu einem christlichen Orden, der das Christentum im damaligen Königreich Ungarn verbreitete, seit 1424 dann dem Bistum Neutra. Weitere Erwähnung stammt aus dem Jahr 1553, wo in einem Steuerverzeichnis des Ortes Hradyscha werden 12 Porta angegeben. In derselben Urkunde wird auch über die Existenz einer burgähnlichen Anlage im Jahr 1406 behauptet. Nach 1777 gehörte der Ort zum Neutraer Kapitel. 1828 hatte Hradište 48 Häuser und 336 Einwohner. Die Haupteinnahmequellen der Bevölkerung waren Landwirtschaft, Obstbau und Weberei.
Nach dem Zerfall von Österreich-Ungarn im Jahre 1918 und dem Vertrag von Trianon kam der Ort zur Tschechoslowakei.

## Bevölkerung
| Jahr                | 1994 | 2004    | 2014    | 2024    |
| ------------------- | ---- | ------- | ------- | ------- |
| Anzahl der Personen | 1084 | 1033    | 1005    | 980     |
| Unterschied         |      | −4,70 % | −2,71 % | −2,48 % |

| Jahr                | 2023 | 2024    |
| ------------------- | ---- | ------- |
| Anzahl der Personen | 983  | 980     |
| Unterschied         |      | −0,30 % |

## Sehenswürdigkeiten
- romanische Barnabaskirche aus dem Ende des 11. Jahrhunderts